# Вечер в опере
«Ве́чер в о́пере» (англ. A Night At The Opera) (1935) — музыкальная комедия режиссёра Сэма Вуда с участием братьев Маркс, сценарий которой, основанный на рассказе Джеймса Кевина Макгиннеса, был написан при участии Бастера Китона, который не был указан в титрах. Продюсером ленты выступил «вундеркинд Голливуда» Ирвинг Тальберг. Первый из пяти фильмов братьев по контракту с "Metro Goldwyn Mayer" после ухода из "Paramount Pictures" и первый без участия Зеппо, ставший одним из хитов проката.
В 1993 году внесён в Национальный реестр фильмов, обладая «культурным, историческим или эстетическим значением».
По версии Американского института кино картина занимает ряд мест:
85-е место в списке 100 фильмов за 2007 год (новый)
20-е место в списке мужчин 100 звёзд (братья Маркс (Чико, Харпо, Граучо))
12-е место в 100 комедий

## Сюжет
Милан. Ловкач Отис Б. Дрифтвуд (Граучо Маркс), бизнес-менеджер богатой вдовы миссис Клейпул (Маргарет Дюмон), обедает в ресторане с другой женщиной прямо позади неё, хотя у них назначена встреча, после чего присоединяется к женщине. Женщина спит и видит, как бы пробиться в высшее общество, поэтому он представляет её Герману Готтлибу (Зиг Руман), директору Нью-Йоркской оперной труппы, который обедает в том же заведении. Он придумывает способ прикарманить деньги вдовы и договаривается, что миссис Клейпул инвестирует 200 000 долларов в труппу, что позволяет Готлибу нанять Родольфо Ласспарри (Уолтер Вулф Кинг), «величайшего тенора со времен Карузо».
За кулисами оперного театра хорист Рикардо Барони (Аллан Джонс) нанимает своего лучшего друга Фиорелло (Чико Маркс) своим менеджером. Рикардо влюблён в сопрано Розу Кастальди (Китти Карлайл), за которой также ухаживает Ласспарри. Дрифтвуд приходит и обнаруживает, что Ласспарри схватил за грудки молчуна Томассо (Харпо Маркс), его костюмера, который вырубает тенора, ударив того молотком по голове. Появляется Фиорелло и называет себя менеджером «величайшего тенора в мире». Дрифтвуд, ошибочно думая, что Фиорелло имеет в виду Ласспарри, лежащего прямо у их ног, подробно обсуждает с ним контракт, в конце-концов сокращая его до маленького листка бумаги, и нанимает Рикардо за «десятку», присваивая себе остаток. Прибывший Готлиб пытается привести Ласспарри в чувство, Отис слишком поздно понимает свою оплошность, Томассо сбрасывает на тенора мешок с песком.
Дрифтвуд, миссис Клейпул, Роза, Ласспарри и Готлиб отправляются из Италии в Нью-Йорк на борту океанского лайнера. На пристани после отказа Ласпарри спеть бесплатно это делает Роза, песню подхватывает влюблённый Рикардо и очаровывает девушку своим исполнением. Роза просит Готлиба взять хориста с собой, но получает отказ, так как того никто не знает. Рикардо, Фиорелло и Томассо укрываются в багаже Дрифтвуда в виде огромного сундука. Дрифтвуд утешает плачущую Розу, отдав тот короткое письмо от Рикардо с признанием в любви. После обнаружения «зайцев» менеджер пытается заставить их уйти, так как ожидает встречи с миссис Клейпул, Фиорелло отказывается, пока они не пообедают. Дрифтвуд диктует стюарду заказ на четверых, следуя советам стоящего за дверью Фиорелло и Томассо, пищащего из клаксона. После этого в тесное помещение набивается всё больше народу — две горничные, меняющие постельное бельё, затем ещё одна, делающая Дрифтвуду маникюр, помощник слесаря, молодая пассажирка, ищущая тётю, уборщица, и под конец двое стюардов с обедом. Вся эта кипа вываливается прямо на подошедшую миссис Клейпул.
После плотной трапезы, еле поместившейся на тарелку, Рикардо начинает петь на палубе, ему аккомпанируют Фиорелло за роялем и Томассо за арфой, пассажиры-эмигранты просят возмущающегося музыканта не вмешиваться и присоединяются к веселью. После сольной игры Фиорелло народ развлекает Томассо, затем виртуозно играющий на арфе. Ласспарри замечает троицу и сообщает о них капитану (Эдвард Кин), их ловят и сажают в карцер. Они сбегают через иллюминатор с помощью Дрифтвуда, бросившего им якорный канат, и проникают в страну под видом трёх знаменитых авиаторов, путешествующих на борту, пышные бороды которых срезает Томассо, пока те спят. Фиорелло произносит абсурдную речь на торжественной встрече в Нью-Йорке, после чего наступает очередь Томассо, который вместо этого начинает пить воду из графина стакан за стаканом, из-за чего накладная борода начинает отклеиваться. Сержант полиции Хендерсон (Роберт Эмметт О'Коннор) считает, что приезжие — жулики, те оскорбляются и покидают трибуну. Томассо на прощание расцеловывает полицейского и оставляет на его лице бороду. Выясняются их настоящие личности, троица прячется в гостиничном номере Дрифтвуда. Неожиданно с обыском заявляется сержант Хендерсон, обнаруживающий вместе с кроватью ещё три раскладушки. Передвигаясь по балкону, Фиорелло и Томассо постепенно перемещают их в другую комнату, в конце-концов полицейского удаётся одурачить, когда, убрав последнюю кровать, Томассо, севший на укрывшегося белой простынёй Фиорелло, притворяется пожилой вышивающей женщиной в кресле-качалке, а Дрифтвуд — её мужем с пышными усами, читающим газету.
Тем временем Рикардо воссоединяется с Розой, добравшись по карнизу до окна её номера. Девушку посещает Ласспарри, между ними завязывается ссора, вследствие чего Роза и Дрифтвуд увольняются из оперной труппы Готтлибом, а менеджера в придачу спускает с лестницы лифтёр. Они пытаются договориться с Готлибом о выступлении Розы, вальяжно расположившись в его кабинете, но после отказа директора, решившего вызвать полицию, его оглушает Томассо. Они решают отомстить, саботируя премьеру «Трубадура» Джузеппе Верди, американского дебюта Ласспарри. Дрифтвуд, забрав одежду Готлиба, проникает в ложу к миссис Клейпул. Томассо, затесавшийся в оркестр, кладёт смычок на трубу, и после замечания дирижёра начинает сражаться им с музыкантами, а затем, подменив ноты, начинает перебрасываться мячиком с Фиорелло. Дрифтвуд, сбежав от ворвавшегося Готлиба, переодевается в продавца и начинает разбрасывать среди зрителей арахис. Парочка за кулисами оглушает Готлиба и запирает его в шкафу, того освобождает Ласспарри.
Опера начинается. Фиорелло и Томассо переодеваются в цыган, Готлиб распоряжается найти и выгнать Дрифтвуда, в театр прибывает Хендерсон с нарядом полиции. Директор пытается вырубить танцующую парочку сковородкой из-за кулисы, Хендерсон, думая, что он — Дрифтвуд, вырубает того сковородкой и тут же получает от неё же юркнувшим за сцену Томассо. Вновь переодевшийся и паясничающий Томассо замечает, как к нему подбираются переодевшиеся Готлиб и Хендерсон, забирается наверх и, уворачиваясь от преследователей, дёргает за верёвки, сменяя декорации, оказывающиеся не к месту, одна из которых ненадолго закрывает выступающего Ласкарри. Сорвав с того парик и выйдя через бутафорную дверь, он распарывает декорацию и, окружённый с двух сторон, вновь забегает на неё, после чего ненадолго отключает освещение. Когда вновь становится светло, тенора не оказывается на сцене, что вынуждает Готлиба заменить на него Рикардо и Розу. их выступление слышит связанный Ласспарри, вместе с Фиорелло и Дрифтвудом сидящий на подвесной платформе. Публика восторженно аплодирует, платформа падает, нарушителей арестовывают. Ласспарри пытается вернуться на сцену, но зрители явно предпочитает Рикардо ему, тенора освистывают и даже кидают в него яблоко. Дабы не сорвать оперный сезон, Готлиб с согласия миссис Клейпул поручается за арестованных, Дрифтвуд и Фиорелло пытаются заключить с директором ещё один контракт, отрывая от него части, а Роза и Рикардо поют на бис.

## В ролях
- Граучо Маркс — Отис Дрифтвуд, управляющий миссис Клейпул
- Чико Маркс — Фиорелло, друг и менеджер Рикардо
- Харпо Маркс — Томассо, костюмер Дрифтвуда
- Китти Карлайл — Роза Кастальди, хористка-сопрано
- Аллан Джонс — Рикардо Барони, хорист
- Уолтер Вулф Кинг — Родольфо Ласспарри, прославленный тенор
- Зиг Руман — Герман Готлиб, директор Нью-Йоркской оперной труппы
- Маргарет Дюмон — миссис Клейпул, богатая вдова
- Эдвард Кин — капитан
- Роберт Эмметт О'Коннор — сержант Хендерсон

## Музыкальные номера
- «Di Quella Pira» («Трубадур» Джузеппе Верди)
- «Miserere» («Трубадур» Джузеппе Верди)
- «Alone»
- «Santa Lucia»
- «All I Do Is Dream of You»
- «Cosi-Cosa»
- «Take Me Out to the Ballgame»
- «Anvil Chorus» («Трубадуа» Джузеппе Верди)
- «Stride la vampa» («Трубадур» Джузеппе Верди)
- «Strido Lassu» («Паяцы» Руджеро Леонкавалло)

## Влияние
Альбом «A Night at the Opera» группы Queen назван в честь этого фильма. Кроме того, альбом, названный в честь этого фильма, есть у группы Blind Guardian».
В 1992 году кинокомпания вышла комедия «Недоумки», частично основанная на сценарии комедии братьев Маркс.